# Desmazierella
Desmazierella — рід грибів. Назва вперше опублікована 1829 року.

## Класифікація
До роду Desmazierella відносять 5 видів:
- Desmazierella acicola
- Desmazierella bulgarioides
- Desmazierella foliicola
- Desmazierella melaxantha
- Desmazierella piceicola